# Fórum (párt)
A Fórum  (2024-ig Magyar Fórum, szlovákul: Maďarské fórum) egy szlovákiai magyar párt, melyet 2019. február 28-án hozott létre Simon Zsolt, a Magyar Koalíció Pártja és a Most–Híd korábbi politikusa.
A 2023-as szlovákiai parlamenti választáson nem volt reális esélye a Magyar Fórumnak arra, hogy átlépje a parlamenti küszöböt: a Polis Slovakia közvélemény-kutató intézet 2023. szeptember 22-én közzétett kutatásából kiderül, hogy mindössze 0,6%-os támogatottságon áll a Magyar Fórum, mely messze alatta van az 5%-os parlamenti küszöbnek. Ezzel szemben a felvidéki magyarok egységpártját, a választáson a 18-as sorszámmal induló Szövetséget 5,4%-ra mérték, mely meghaladja az 5%-os parlamenti küszöböt.
A végleges eredmények szerint a pártra 3486 személy szavazott, amely a leadott szavazatok mindössze 0,11%-át jelenti.

## Története
A pártot 2019 februárjában alapította Simon Zsolt, aki még 2016-ban lépett ki a Most–Híd nevű pártból, miután az koalíciót kötött a Smer és az SNS nevű pártokkal. A párt a 2020-as parlamenti választáson a Magyar Közösségi Összefogás részeként indult, ám a lista csak 3,90 százalékot szerzett, így nem sikerült bejutniuk. A 2023-as parlamenti választáson több kisebb regionális és érdekképviseleti párttal együttműködve indult, ahol mindössze 3486 szavazatot szereztek. A párt nem részesül állami támogatásban, mivel 3% alatti eredménnyel végzett a legutóbbi parlamenti választáson.

## A párt elnökei
| Kép                                                                                    | Név          | hivatal kezdete   | hivatal vége      |
| Magyar Fórum                                                                           | Magyar Fórum | Magyar Fórum      | Magyar Fórum      |
| -------------------------------------------------------------------------------------- | ------------ | ----------------- | ----------------- |
| Simon Zsolt                                                                            | Simon Zsolt  | 2019. június 6.   | 2023. május 2.    |
| Magyar Fórum, Szlovákia Polgári Demokratái, A Régiókért, Roma Koalíció, Demokrata Párt |              |                   |                   |
| Simon Zsolt                                                                            | Simon Zsolt  | 2023. május 2.    | 2024. február 12. |
| Fórum                                                                                  |              |                   |                   |
| Simon Zsolt                                                                            | Simon Zsolt  | 2024. február 12. | hivatalban        |

## Választási eredmények

### Országos választások
| Választás | Szavazatok száma | Szavazatok aránya | Mandátumok száma | Mandátumok aránya | Parlamenti szerepe |
| --------- | ---------------- | ----------------- | ---------------- | ----------------- | ------------------ |
| 2020-as   | 112 662          | 3,90%             | 0                | 0%                | nem jutott be      |
| 2023-as   | 3 486            | 0,11%             | 0                | 0%                | nem jutott be      |